# Haworthia emelyae var. emelyae
Haworthia emelyae var. emelyae, una variedad de Haworthia emelyae, es una  planta suculenta perteneciente a la familia Xanthorrhoeaceae. Es originaria de Sudáfrica.

## Descripción
Es una planta suculenta perennifolia alcanza un tamaño de 2 a 20 cm de altura. Se encuentra a una altitud de 500 a 1000 metros en Sudáfrica.

## Taxonomía
Haworthia emelyae var. emelyae con publicación desconocida.
Sinonimia
- Haworthia blackburniae Poelln.
- Haworthia correcta Poelln.
- Haworthia correcta var. lucida M.Hayashi
- Haworthia picta Poelln.
- Haworthia picta var. janvlokii Breuer
- Haworthia picta var. tricolor Breuer[4]